# Martin Mystère (robot)
 Ovo je glavno značenje pojma Martin Mystère (robot). Za druga značenja pogledajte Martin Mystère (razdvojba).
Martin Mystère je izmišljeni lik, robot koji se pojavljuje u talijanskom znanstveno fantastičnom stripu Nathan Never. On ima um, osobnost, i sjećanja Martina Mystèrea do 1987. godine.

## Biografija
1987. godine, Mister Jinx, veliki neprijatelj Martina Mystèrea, uspio je oteti Martina, i kopirati njegov um i sjećanja u računalo na žive bjelančevine, njegov izum koji je mogao sadržavati cijeli ljudski um. Želeći se osvetiti Martinu, Jinx je jednu kopiju Martinova uma prelio u jednog pijanog beskućnika, koji je odmah za sebe povjerovao da je pravi Martin Mystère. Ne mogavši živjeti u tijelu koje nije prepoznavao kao svoje, beskućnik "Martin" je poginuo, no pravog Martina Mystèrea su spasili Inspektor Travis, Java, i Diana Lombard, te se on vratio u normalan život, iako je Jinx uspio pobjeći. Jinxovo računalo preuzela je policija grada New Yorka i ostalo je u njihovoj nadležnosti sve do 1996. kada ga je preuzela američka tajna agencija Drugdje, i spremila ga u svoje skladište, zajedno s drugim brojnim pronalascima "ispred svog vremena".

### Novo rođenje
U 23. stoljeću (2099. godine, po futurističkom kaledaru), grupa terorista predvođena čovjekom zvanim Terrel, pronašla je ruševine baze Drugdje, i počela rasprodavati zastarjelo oružje pronađeno ondje. No pronašli su i murchandu, lasersko oružje Sergeja Orloffa, drevnog neprijatelja Martina Mystèrea, pričvršćeno za Orloffovu robotičku ruku, koje su se agenti iz Drugdje dokopali na Himalajama 1996. godine. Ne znajući kako koristiti murchandu, Terrelovi teroristi počeli su pretraživati bazu u potrazi za uputama za njezino korištenje. Tragajući su pronašli Jinxovo računalo koje je još uvijek sadržavalo kopiju Martinova uma. Vidjevši da se Mystère znao služiti murchandom, Terrelovi ljudi (među kojima je bila i Uma Thorn, ubačena agentica Agencije Alfa) su ta sjećanja prelili u biološki mozak robota C-O kojemu su dali izgled identičan Mystèreovom.
Kada su aktivirali robota, on je za sebe vjerovao da je originalni Martin Mystère. Terrel i Uma su uvjerili tog Martina da su ga oni oteli 1987. godine i doveli u budućnost vremenskim strojem, kako bi Terreelovim ljudima objasnio kako murchanda funkcionira. No iako se Terrel predstavio Martinu kao običan znanstvenik željan znanja, robotički Martin mu je odbio pomoći i pobjegao je, a od Terrelovih ljudi ga je spasio Nathan Never, kojega je potajno obavjestila Uma.
No Nathan, koji do tog trenutka nije ni vjerovao da je Martin ikada doista postojao, nije mogao odvesti Martina u Agenciju Alfa, jer su se ondje pojavili Ljudi u crnom, te je Edward Reiser, Nathanov šef, naredio Nathanu da odvede Martina svojoj kući. No za sve to vrijeme, Nathan i svi ostali su vjerovali da je to pravi, originalni Martin Mystère.
Nathan je doma ispričao Martinu svoj život, kako mu je suprugu ubio Ned Mace, i kako je prihvatio posao u agenciji Alfa kako bi mogao plaćati liječenje svoje kćeri Ann. No iako mu je Nathan opisao ružnu budućnost, punu korupcije, nasilja i kriminala, Martin je ipak bio fasciniran činjenicom da se doista nalazi u budućnosti. A kada mu je Nathan pokazao njegove knjige napisane nakon 1987. (koje je skupio kao Martinov obožavatelj), Martin je postao uvjeren da će se "vratiti" u 1987. godinu, jer knjige ne bi mogle biti napisane da se on, Martin, nije vratio u svoje vrijeme.
No upravo tada su se u Nathanovom domu pojavili Ljudi u crnom, te zarobili Nathana i Martina s namjerom da otkriju kako je Martin mogao putovati kroz vrijeme. No Martin i Nathan su uspjeli pobjeći, te su letačem otišli na sastanak sa Sigmundom Baginovom, Nathanovim kolegom, te su sva trojica zajedno pošli potražiti ruševine baze Drugdje. No tamo su ustanovili da je Terrel otkrio da je Uma dvostruki agent i zarobio ju je, te je zaprijetio Martinu da će ju ubiti ako mu ne otkrije način rada murchande, s namjerom da zavlada svijetom. No Martin, Sigmund, Uma i Nathan su uspjeli pobjeći Terrelovim ljudima, te su tijekom borbi kroz hodnike baze pojavili i Ljudi u crnom, koji su pobili Terrela i sve njegove ljude, te ranili Martina. Četvoro bjegunaca se uspjelo zatvoriti u skladištu, no kada je Sigmund ispod Martinove krvave kože ugledamo metal i plastiku, Martin je otkrio zastrašujuću istinu o samom sebi.
Teško oštećene ruke, Martinu je hitno trebao popravak, i Sigmund mu je presadio Orloffovu ruku s murchandom. Malo kasnije, Martin je murchandom pobio sve Ljude u crnom, iako to nije namjeravao, no njegova podsvjesna mržnja prema svom umjetnom tijelu nagnala ga je na osvetu. Kasnije su pronašli i Jinxovo računalo, te ga je Martin uništio bombom, kako više nitko ne bi mogao napraviti kopiju njega samog. Poslije mu je Sigmund stavio normalnu ruku, te je Martin otišao s Umom, koja se zaljubila u njega.

## Povratak Atlantide
Martin se počeo navikavati na svoj novi život u budućnosti, ali četiri mjeseca nakon njegovog "buđenja" dogodila se velika tragedija. Goleme svemirske antene su se bile odvojile od svoje nosive strukture i pale na Zemlju, točno na rubovima područja koje je u prošlosti bilo poznato kao Bermudski trokut. Jedna od antena je pala na grad New Nassau, prozročivši tisuće žrtava. Agencija Alfa je poslana da istraži slučaj, te su Martin i Nathan, prilikom proučavanja jedne od antena, svjedočili otvaranju prolaza među dimenzijama, i povratku dijelića kontinenta Atlantide, kojega su atlantidski znanstvenici spasili od propasti u potopu 15.000 godina ranije tako što su ga prebacili u drugu dimenziju.